# Worth Motor Car Manufacturing Company
Worth Motor Car Manufacturing Company war ein US-amerikanischer Hersteller von Kraftfahrzeugen.

## Unternehmensgeschichte
William O. Worth war für die Single Center Spring Company tätig. 1906 gründete er sein eigenes Unternehmen in Evansville in Indiana. Er begann mit der Produktion von Personenkraftwagen. Der Markenname lautete Worth.
1907 zog er nach Kankakee, ebenfalls in Indiana. In dem Jahr kamen Nutzfahrzeuge dazu. 1910 endete die Produktion. Im Oktober 1910 kam es zum Bankrott.

## Fahrzeuge

### Personenkraftwagen
Eine Quelle nennt nur das Model A. Es war ein Highwheeler. Der Zweizylindermotor mit 22,5 PS Leistung war luftgekühlt. Er trieb über ein Friktionsgetriebe und zwei Ketten die Hinterachse an. Das Fahrgestell hatte 249 cm Radstand. Der Aufbau war ein Surrey. Gelenkt wurde mit einem Lenkhebel.
Eine andere Quelle gibt an, dass nur in Evansville Highwheeler hergestellt wurden. Die Fahrzeuge aus Kankakee waren moderner und niedriger. Der Motor wurde beibehalten. Der offene Aufbau ohne Türen bot Platz für vier Personen.
Der Motor hatte jeweils 127 mm Bohrung und Hub. Daraus ergaben sich 3217 cm³ Hubraum.

### Nutzfahrzeuge
Überliefert sind Omnibusse. Der kleinste war ein Highwheeler mit einem Zweizylindermotor und Platz für fünf Passagiere. Der mittlere war ein Neunsitzer. Der größte hatte einen Vierzylindermotor mit 60 PS Leistung. Der Radstand betrug 356 cm. Er hatte 16 Sitze.
Model D war ein Lieferwagen. Sein Radstand maß 254 cm.